# Royal Borough of Windsor and Maidenhead
The Royal Borough of Windsor and Maidenhead (dalla lingua inglese: Borgo Reale di Windsor e Maidenhead) è un'autorità unitaria del Berkshire, nel sud-est dell'Inghilterra con sede a Maidenhead. È divenuta autorità unitaria il 1º aprile 1998.
Ospita il Castello di Windsor e Legoland.
La città è stata formata il 1º aprile 1974 come distretto non metropolitano del Berkshire, con la Legge del Governo Locale del 1972 a partire da parti delle ex contee amministrative del Berkshire e del Buckinghamshire. Dal Berkshire sono state unite le aree di Maidenhead e Windsor e i distretti rurali di Cookham e Windsor; dal Buckinghamshire sono giunti i distretti urbani di Eton, Datchet, Horton e Wraysbury. Lo status di Città Reale è stato ereditato da Windsor, sede del Castello reale.
Lo status unificato è stato ottenuto nel 1998 con l'abolizione del Consiglio della Contea del Berkshire.

## Città e parrocchie
Il Royal Borough of Windsor and Maidenhead comprende le seguenti città e villaggi
- Ascot
- Bray
- Clewer, Cookham
- Datchet, Dedworth
- Eton, Eton Wick
- Horton
- Maidenhead
- North Ascot (parte)
- South Ascot, Sunningdale
- Waltham St. Lawrence
- White Waltham
- Windsor
- Wraysbury

Le città di Windsor e Maidenhead non hanno parrocchie. Il resto del distretto è organizzato nelle seguenti parrocchie:
- Bisham
- Bray
- Cookham
- Cox Green
- Datchet
- Eton
- Horton
- Hurley
- Old Windsor
- Shottesbrooke
- Sunningdale
- Sunninghill and Ascot (Sunninghill prima del 12 agosto 2004)
- Waltham St. Lawrence
- White Waltham
- Wraysbury

## Amministrazione

### Gemellaggi
The Royal Borough of Windsor and Maidenhead è gemellato con le seguenti città:
- Neuilly-sur-Seine, dal 1955
- Saint-Cloud, dal 1957
- Bad Godesberg, dal 1960
- Goslar, dal 1969
- Frascati, dal 1972
- Courtrai, dal 1981